# Walter Kennedy (dirigente sportivo)
James Walter Kennedy (Stamford, 8 giugno 1912 – 26 giugno 1977) è stato un dirigente sportivo statunitense, presidente e commissario della NBA; rimase in carica dal 1963 al 1975.
È membro del Naismith Memorial Basketball Hall of Fame dal 1981 in qualità di contributore.

## Biografia
Kennedy nacque a Stamford nel Connecticut nel 1912 da Lottie e Michael Kennedy. Fu colpito da poliomielite molto giovane e questo gli lasciò una certa invalidità tale non potergli permettere di praticare sport. Nondimeno fu un tifoso sportivo e dedicò tutta la sua vita e carriera allo sport raggiungendo il proprio apice diventando commissario della NBA nel 1963. Essendo un individuo con molte capacità Kennedy lavorò come allenatore, nelle pubbliche relazioni e come politico. Nei tardi anni trenta allenò molte squadre di successo e fu direttore atletico alla St. Basil's Preparatory School a Stamford in Connecticut.
Si sposò con Marion McRedmond nel 1940 e di seguito ebbe 3 figli: David, Robert e Kathleen.
Negli anni quaranta tornò all'Università di Notre Dame, la sua alma mater, per diventare il suo direttore di informazione sportiva. Poi si spostò per diventare direttore delle pubbliche relazioni della BAA proprio mentre era in corso la fusione con la National Basketball League per formare l'attuale NBA.
Per la maggior parte degli anni cinquanta Kennedy girò il mondo come direttore pubblicitario con gli Harlem Globetrotters. Ritornò a Stamford e fu eletto sindaco nel 1959 prima che i proprietari della NBA lo votassero come commissario nel 1963. Il complesso sportivo alla Westhill High School di Stamford è chiamato The J. Walter Kennedy Sports Complex.
Succedendo al primo commissario Maurice Podoloff, il tranquillo e amabile Kennedy divenne un esecutore dal pugno di ferro e fece subito capire a tutti come la pensava sui vari argomenti. Esercitò subito la sua autorità colpendo Red Auerbach con una multa di $500 per comportamento turbolento durante una partita di pre-stagione nel 1963. Fino ad allora era la maggiore ammenda data a qualsiasi allenatore o giocatore nella NBA.
Il nuovo commissario arrivò alla NBA in una fase negativa, in cui vi erano solo 9 squadre, nessun contratto televisivo ed una diminuzione di spettatori. Quando Kennedy si ritirò da commissario nel 1975 la lega si era già espansa a 18 squadre, aveva un proficuo contratto televisivo e aveva migliorato considerevolmente la sua situazione finanziaria registrando un incremento nelle entrate del 200% e triplicando gli spettatori. Egli fu fondamentale anche per aver portato una partita annuale della NBA al Basketball Hall of Fame di Springfield dove ebbe la presidenza per due anni. In seguito Kennedy stesso venne aggiunto alla Hall of Fame nel 1981.
Kennedy fu spesso coinvolto anche in iniziative sociali. Ogni anno il The J. Walter Kennedy Citizenship Award viene dato al giocatore o allenatore NBA che ha dimostrato maggior servizio e dedizione alla società. Alcuni dei passati vincitori furono Julius Erving, Magic Johnson, Bob Lanier, Reggie Miller e Doc Rivers.
Morì repentinamente dopo il suo sessantacinquesimo compleanno nel 1977 dopo una breve lotta contro il cancro. Al funerale parteciparono moltissimi atleti ed alti dignitari. Fu sepolto a Stamford (Connecticut).